# Rolf Lassgård
Rolf Holger Lassgård (29 de marzo de 1955) es un actor sueco.

## Biografía
Lassgård nació en Östersund , Jämtland. Además, es un jugador de hockey sobre hielo.Durante su juventud se unió al Instituto de profesor de teatro Ingemar Lind para las artes escénicas en el pueblo de Storhögen. Allí Lassgård se reunió con el director Peter Oskarson y se unió al Skånska Teatern.

## Filmografía selecta
- 1991 - Önskas
- 1992 - Night of the Orangutan
- 1993 – Murder at the Savoy
- 1993 – Roseanna
- 1993 – The Fire Engine That Disappeared
- 1993 – The Man on the Balcony
- 1994 – Mördare utan ansikte (Faceless Killers)
- 1994 – The Police Murderer
- 1994 – Stockholm Marathon
- 1995 – Hundarna i Riga (The Dogs of Riga)
- 1996 – Den vita lejoninnan (The White Lioness)
- 1998 - Bajo el sol
- 1996 – The Hunters
- 1999 - Tarzán (como la voz sueca de Clayton)
- 2001 – Villospår (Sidetracked)
- 2002 – Den 5:e kvinnan (The Fifth Woman)
- 2003 – Mannen som log (The Man Who Smiled)
- 2005 – Steget efter (One Step Behind)
- 2006 – Brandvägg (Firewall)
- 2006 – After the Wedding
- 2007 – Pyramiden (The Pyramid)
- 2008 – De gales hus
- 2009 – Storm
- 2011 – The Hunters 2
- 2012 – Sebastian Bergman
- 2013 - The Death of a Pilgrim
- 2014 - Another Time, Another Life
- 2015 - A Man Called Ove
- 2016 - The Lion Woman
- 2017 - Downsizing (Una vida a lo grande/Pequeña gran vida)
- 2018 - Jägarna (en inglés, The Hunters)
- 2019 - The Spy
- 2020 - Min Pappa Marianne (My Father Marianne)
- 2023 -  Segundas oportunidades

## Vida personal
En 1982 se casó con la actriz Birgitta Lassgård, con la que ha tenido tres hijos.